# Notre-Dame-du-Hamel
Notre-Dame-du-Hamel é uma comuna francesa na região administrativa da Normandia, no departamento de Eure. Estende-se por uma área de 13,29 km². Em 2010 a comuna tinha 211 habitantes (densidade: 15,9 hab./km²).